# プイ族
プイ族（プイ語:Buxqyaix、IPA /pu˧˩ˀjai˧˩/）は中華人民共和国、ベトナムに住む少数民族。中国語での名称は布依族、ベトナム語での名称はボイ（ベトナム語：Bố Y / 布依）。
中国では貴州省黔南プイ族ミャオ族自治州、黔西南プイ族ミャオ族自治州、黔東南ミャオ族トン族自治州、安順市、銅仁市、遵義市、畢節市、六盤水市、雲南省羅平県、四川省寧南県、会理市に分布、ベトナムではハザン省、ラオカイ省に分布している。

## 中国の自治地方

### 自治州
- 貴州省
  - 黔南プイ族ミャオ族自治州
  - 黔西南プイ族ミャオ族自治州

### 自治県
- 貴州省
  - 鎮寧プイ族ミャオ族自治県
  - 紫雲ミャオ族プイ族自治県
  - 関嶺プイ族ミャオ族自治県

### 民族郷
- 貴陽市南明区
  - 小碧プイ族ミャオ族郷
- 貴陽市花渓区
  - 孟関ミャオ族プイ族郷
  - 湖潮ミャオ族プイ族郷
  - 黔陶プイ族ミャオ族郷
  - 馬鈴プイ族ミャオ族郷
- 貴陽市烏当区
  - 偏坡プイ族郷
  - 新堡プイ族郷
- 貴陽市白雲区
  - 都拉プイ族郷
  - 牛場プイ族郷
- 清鎮市
  - 麦格ミャオ族プイ族郷
  - 王荘プイ族ミャオ族郷
- 開陽県
  - 禾豊プイ族ミャオ族郷
  - 南江プイ族ミャオ族郷
  - 高寨ミャオ族プイ族郷
- 修文県
  - 大石プイ族郷
- 六盤水市水城区
  - 順場ミャオ族イ族プイ族郷
  - 花戛ミャオ族プイ族イ族郷
  - 新街イ族ミャオ族プイ族郷
  - 野鍾ミャオ族イ族プイ族郷
  - 果布戛イ族ミャオ族プイ族郷
  - 猴場ミャオ族プイ族郷
- 六枝特区
  - 中寨ミャオ族イ族プイ族郷
  - 落別プイ族イ族郷
  - 月亮河イ族プイ族ミャオ族郷
- 盤州市
  - 羊場プイ族ペー族ミャオ族郷
- 仁懐市
  - 後山ミャオ族プイ族郷
- 安順市西秀区
  - 新場プイ族ミャオ族郷
  - 岩臘ミャオ族プイ族郷
  - 鶏場プイ族ミャオ族郷
  - 楊武プイ族ミャオ族郷
  - 黄臘プイ族ミャオ族郷
- 安順市平壩区
  - 羊昌プイ族ミャオ族郷
- 黔西市
  - 五里プイ族ミャオ族郷
- 大方県
  - 大水イ族ミャオ族プイ族郷
- 金沙県
  - 大田イ族ミャオ族プイ族郷
- 織金県
  - 茶店プイ族ミャオ族イ族郷
  - 金龍ミャオ族イ族プイ族郷
- 威寧イ族回族ミャオ族自治県
  - 新発プイ族郷
- 麻江県
  - 壩芒プイ族郷
- 羅平県
  - 魯布革プイ族ミャオ族郷
  - 長底プイ族郷